# Gone Too Soon
Gone Too Soon is een ballad opgenomen en gepopulariseerd door de Amerikaanse popster Michael Jackson. Het nummer is onderdeel van het album Dangerous, waar het zich als dertiende op de tracklist bevindt. Op Wereldaidsdag 1993 werd Gone Too Soon als negende en laatste single van het album uitgebracht, dit resulteerde in een bescheiden succes. Het nummer behaalde de twintigste plek in de Single Top 100, eenentwintigste plek in de Vlaamse Ultratop 50 en piekte op nummer 31 in de Nederlandse Top 40.

## Achtergrond
Goon Too Soon werd voor het eerst gezongen door Dionne Warwick, zij trad in februari 1983 met het nummer op tijdens de Amerikaanse TV special Here's Television Entertainment. Warwick zong het nummer als eerbetoon aan de vele artiesten die op jongere leeftijd zijn overleden, waaronder Janis Joplin, Elvis Presley, John Lennon en Jimi Hendrix. Jackson had het optreden van Warwick op televisie gezien en was ontroerd. Hij besloot om schrijver Buz Kohan te contacteren en uitte zijn wens om ooit een eigen versie van het nummer op te nemen.
Jacksons versie van Goon Too Soon werd opgenomen in juni 1990, tijdens de opnamesessies Dangerous. Hij besloot het nummer op te dragen aan vriend Ryan White, een tiener uit Kokomo, Indiana die in de Verenigde Staten nationale aandacht kreeg nadat hij van school was gestuurd omdat hij Hiv/Aids had. Bruce Swedien werkte als co-producer met Jackson aan het nummer, instrumentatie werd door onder andere David Paich, Steve Porcaro, Michael Boddicker, Abraham Laboriel en Paulinho Da Costa verzorgd.

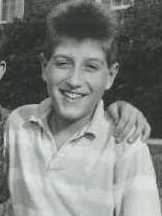
Beelden van Ryan White werden gebruikt in de videoclip voor Gone Too Soon.

De promotie van de Goon Too Soon single ging gepaard met de uitgave van een muziekvideo voor het nummer, deze werd geregisseerd door Bill DiCicco. In de video zijn Jackson en White samen te zien, maar zijn ook beelden van de uitvaart van White opgenomen. Op 20 januari 1993 trad Jackson met het nummer op tijdens de eerste inauguratie van president Bill Clinton, om zo aandacht te vragen voor de bestrijding van Aids.

## Coverversies
Zangers Babyface en Stevie Wonder zongen Gone Too Soon samen tijdens een MTV Unplugged-optreden in 1997. Babyface zong het nummer ook tijdens zijn concerten in juni en juli 2009 als eerbetoon aan Jackson.
Amerikaanse hiphopartiest b-Rabbit nam begin 2012 een nummer op getiteld Broken Hearts (R&B Remix) waarin Jacksons zang in Gone Too Soon werd gesampled. Tichina Arnold zong Gone Too Soon in 2021 tijdens de aflevering Welcome to the Porch Pirate van de televisieserie The Neighborhood.

## Overlijden van Michael Jackson
Michael Jackson stierf op 25 juni 2009 aan een hartstilstand als gevolg van acute propofol vergiftiging. Zijn herdenkingsdienst vond plaats op 7 juli 2009 in het Staples Center in Los Angeles, voorafgegaan door een privéfamiliedienst in de Hall of Liberty van Forest Lawn Memorial Park. Naar verluidt werd het evenement door meer dan een miljard mensen op televisie bekeken. Tijdens de herdenkingsdienst zong R&B-zanger Usher Gone Too Soon als eerbetoon aan Jackson en was zichtbaar geëmotioneerd door diens overlijden.

## Tracklist
CD single
1. "Gone Too Soon" – 3:22
2. "Human Nature" – 4:06
3. "She's Out Of My Life" – 3:38
4. "Thriller" – 5:57

CD promotie single
1. "Gone Too Soon" – 3:22
2. "Gone Too Soon" (instrumental) – 3:22

## Hitlijsten

### Nederlandse Single Top 100
| Hitnotering: (Week 1 t/m 3) 11-12-1993 t/m 25-12-1993 Hitnotering: (Week 4) 08-01-1994 Hitnotering: (Week 5 t/m 7) 04-07-2009 t/m 18-07-2009 | Hitnotering: (Week 1 t/m 3) 11-12-1993 t/m 25-12-1993 Hitnotering: (Week 4) 08-01-1994 Hitnotering: (Week 5 t/m 7) 04-07-2009 t/m 18-07-2009 | Hitnotering: (Week 1 t/m 3) 11-12-1993 t/m 25-12-1993 Hitnotering: (Week 4) 08-01-1994 Hitnotering: (Week 5 t/m 7) 04-07-2009 t/m 18-07-2009 | Hitnotering: (Week 1 t/m 3) 11-12-1993 t/m 25-12-1993 Hitnotering: (Week 4) 08-01-1994 Hitnotering: (Week 5 t/m 7) 04-07-2009 t/m 18-07-2009 | Hitnotering: (Week 1 t/m 3) 11-12-1993 t/m 25-12-1993 Hitnotering: (Week 4) 08-01-1994 Hitnotering: (Week 5 t/m 7) 04-07-2009 t/m 18-07-2009 | Hitnotering: (Week 1 t/m 3) 11-12-1993 t/m 25-12-1993 Hitnotering: (Week 4) 08-01-1994 Hitnotering: (Week 5 t/m 7) 04-07-2009 t/m 18-07-2009 | Hitnotering: (Week 1 t/m 3) 11-12-1993 t/m 25-12-1993 Hitnotering: (Week 4) 08-01-1994 Hitnotering: (Week 5 t/m 7) 04-07-2009 t/m 18-07-2009 | Hitnotering: (Week 1 t/m 3) 11-12-1993 t/m 25-12-1993 Hitnotering: (Week 4) 08-01-1994 Hitnotering: (Week 5 t/m 7) 04-07-2009 t/m 18-07-2009 | Hitnotering: (Week 1 t/m 3) 11-12-1993 t/m 25-12-1993 Hitnotering: (Week 4) 08-01-1994 Hitnotering: (Week 5 t/m 7) 04-07-2009 t/m 18-07-2009 | Hitnotering: (Week 1 t/m 3) 11-12-1993 t/m 25-12-1993 Hitnotering: (Week 4) 08-01-1994 Hitnotering: (Week 5 t/m 7) 04-07-2009 t/m 18-07-2009 | Hitnotering: (Week 1 t/m 3) 11-12-1993 t/m 25-12-1993 Hitnotering: (Week 4) 08-01-1994 Hitnotering: (Week 5 t/m 7) 04-07-2009 t/m 18-07-2009 |
| Week: | 1 | 2 | 3 | | 4 | | 5 | 6 | 7 | |
| --- | --- | --- | --- | --- | --- | --- | --- | --- | --- | --- |
| Positie: | 37 | 21 | 20 | uit | 44 | uit | 32 | 29 | 24 | uit |

### Nederlandse Top 40
| Hitnotering: (Week 1 t/m 3) 17-12-1993 t/m 31-12-1993 Hitnotering: (Week 4 t/m 5) 14-01-1994 t/m 21-01-1994 | Hitnotering: (Week 1 t/m 3) 17-12-1993 t/m 31-12-1993 Hitnotering: (Week 4 t/m 5) 14-01-1994 t/m 21-01-1994 | Hitnotering: (Week 1 t/m 3) 17-12-1993 t/m 31-12-1993 Hitnotering: (Week 4 t/m 5) 14-01-1994 t/m 21-01-1994 | Hitnotering: (Week 1 t/m 3) 17-12-1993 t/m 31-12-1993 Hitnotering: (Week 4 t/m 5) 14-01-1994 t/m 21-01-1994 | Hitnotering: (Week 1 t/m 3) 17-12-1993 t/m 31-12-1993 Hitnotering: (Week 4 t/m 5) 14-01-1994 t/m 21-01-1994 | Hitnotering: (Week 1 t/m 3) 17-12-1993 t/m 31-12-1993 Hitnotering: (Week 4 t/m 5) 14-01-1994 t/m 21-01-1994 | Hitnotering: (Week 1 t/m 3) 17-12-1993 t/m 31-12-1993 Hitnotering: (Week 4 t/m 5) 14-01-1994 t/m 21-01-1994 | Hitnotering: (Week 1 t/m 3) 17-12-1993 t/m 31-12-1993 Hitnotering: (Week 4 t/m 5) 14-01-1994 t/m 21-01-1994 |
| Week: | 1 | 2 | 3 | | 4 | 5 | |
| --- | --- | --- | --- | --- | --- | --- | --- |
| Positie: | 38 | 31 | 31 | uit | 33 | 38 | uit |

### Vlaamse Ultratop 50
| Hitnotering: (Week 1 t/m 5) 08-01-1994 t/m 05-02-1994 | Hitnotering: (Week 1 t/m 5) 08-01-1994 t/m 05-02-1994 | Hitnotering: (Week 1 t/m 5) 08-01-1994 t/m 05-02-1994 | Hitnotering: (Week 1 t/m 5) 08-01-1994 t/m 05-02-1994 | Hitnotering: (Week 1 t/m 5) 08-01-1994 t/m 05-02-1994 | Hitnotering: (Week 1 t/m 5) 08-01-1994 t/m 05-02-1994 | Hitnotering: (Week 1 t/m 5) 08-01-1994 t/m 05-02-1994 |
| Week:                                                 | 1                                                     | 2                                                     | 3                                                     | 4                                                     | 5                                                     |                                                       |
| ----------------------------------------------------- | ----------------------------------------------------- | ----------------------------------------------------- | ----------------------------------------------------- | ----------------------------------------------------- | ----------------------------------------------------- | ----------------------------------------------------- |
| Positie:                                              | 47                                                    | 24                                                    | 21                                                    | 23                                                    | 31                                                    | uit                                                   |

### NPO Radio 2 Top 2000
Gone Too Soon stond alleen in 2009 in de NPO Radio 2 Top 2000, op plek 991.